# Viola amamiana
Viola amamiana är en violväxtart som beskrevs av Hatusima. Viola amamiana ingår i släktet violer, och familjen violväxter. Inga underarter finns listade i Catalogue of Life.